# Sumberjo (Pamotan)
Sumberjo is een bestuurslaag in het regentschap Rembang van de provincie Midden-Java, Indonesië. Sumberjo telt 1879 inwoners (volkstelling 2010).